# Körschema
Körschema är ett tidsschema att följa vid till exempel studioinspelning eller direktsändning. Ett körschema är en tabell där man skriver upp tider, VB-inslag, ljud, kameror och även de sista ord man avslutar med i en TV-sändning.